# Chrysoprasis para
Chrysoprasis para är en skalbaggsart som beskrevs av Dilma Solange Napp och Martins 1998. Chrysoprasis para ingår i släktet Chrysoprasis och familjen långhorningar. Inga underarter finns listade i Catalogue of Life.